# Bernhard Elis Malmström
Bernhard Elis Malmström, född 14 mars 1816 i Tysslinge, Örebro län, död 21 juni 1865 i Uppsala, var en svensk författare och professor i estetik samt litteratur- och konsthistoria vid Uppsala universitet från 1859 samt ledamot av Svenska Akademien från 1850 (stol nr 13). 
Huvuddelen av Malmströms sparsamma lyriska produktion kom 1838–52.  Hans mest kända dikter är Angelica och Hvi suckar det så tungt uti skogen. Utöver detta kan även nämnas Södermanlandssången (Känner du landet, det härliga rika) som är antagen som nationssång vid Södermanlands-Nerikes nation i Uppsala. År 1840 fick han Svenska Akademiens stora pris för diktcykeln Angelica.
I sina filosofiska och litteraturhistoriska studier, t. ex. Blick på svenska vitterhetens nuvarande tillstånd (1839), angriper Malmström romantikens svulstiga stil.
Bernhard Elis Malmström är begravd på Uppsala gamla kyrkogård. Carl Östergren "Fjalar" skrev en sju verser lång dikt till Malmströms minne. Han var bror till Carl Gustaf Malmström.
I Statens porträttsamling på Gripsholms slott återfinns en gipsmedaljong föreställande Malmström utförd av Johannes Fritjof Kjellberg.

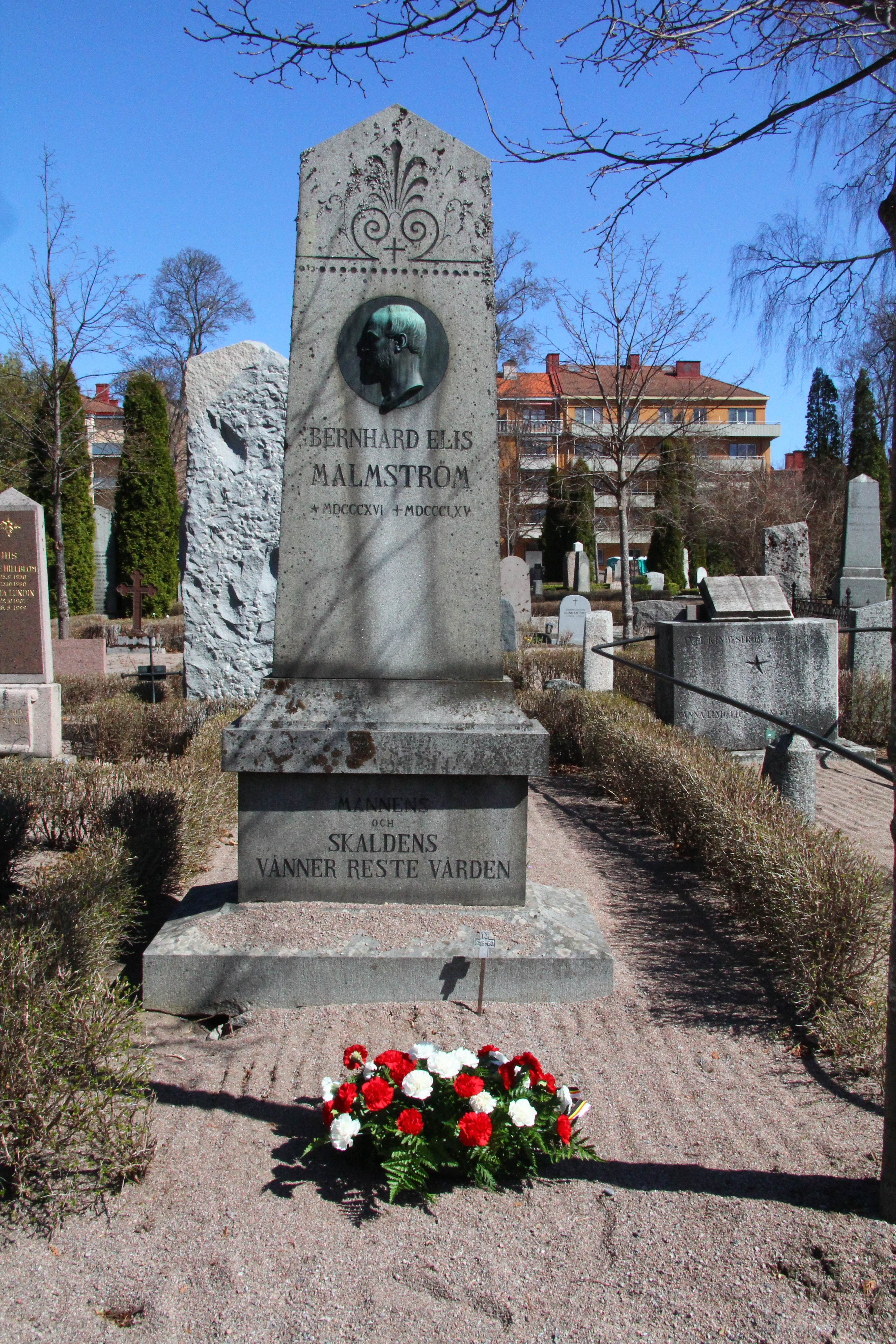
Malmströms grav fotograferad vid kransnedläggning i samband med Södermanlands-Nerikes nations majmiddag 2013.